# Mind Revolution
Mind Revolution är det svenska melodisk death metal-bandet Skyfires andra studioalbum, utgivet i december 2003 på Hammerheart Records och i Japan på Nexus i april samma år. Det är bandets första skiva med trummisen Joakim Jonsson, som ersatte Tobias Björk.
Den japanska versionen av albumet innehåller låten "Free from Torment" från EP:n Haunted by Shadows, som utkom i april 2003.

## Låtlista
1. "Nightmares Nevermore" – 3:16
2. "Haunted by Shadows" – 5:27
3. "Colliding in Mind" – 4:23
4. "Dawn Will Break" – 3:37
5. "Uncloud the Sky" – 4:52
6. "Shapes of Insanity" – 6:00
7. "Blinded by Euphoria" – 4:40
8. "Caged" – 4:01
9. "Mind Revolution" – 6:55

Bonusspår på den japanska utgåvan
1. "Free from Torment" – 4:41

## Medverkande
Musiker
- Henrik Wenngren – sång
- Martin Hanner – gitarr, keyboard
- Andreas Edlund – gitarr, keyboard
- Jonas Sjögren – basgitarr
- Joakim Jonsson – trummor, gitarr

Produktion
- Tommy Tägtgren – producent, inspelningstekniker, mixning
- Peter Neuber – mastering
- Chrille Andersson – albumkonst, design